# شريان قضيبي ظهراني
شريان ظهراني للقضيب هو فرع من شريان فرجي غائر.